# Leo Esko Johansson
Leo Esko Johansson, född 12 juni 1930 i Turtola, död 22 februari 2006 i Falu Kristine församling, Falun , var en finländsk-svensk präst.
Johansson var son till Carl Fredrik Johansson och Anna Elina Keskitalo. Han blev student vid Uppsala universitet 1954, teologie kandidat där 1959, pastoradjunkt i Gällivare församling samma år, komminister i Nilivaara församling 1961, detsamma i Jukkasjärvi församling 1962, kyrkoherde i Nilivaara 1965, komminister i Nederkalix församling 1967, komminister i Nedertorneå-Haparanda församling 1972 och blev kyrkoherde i Vittangi församling 1978. Slutligen blev han kyrkoherde i Överluleå församling 1983.
Johansson var sedan 1957 gift med Britt-Marie Hederyd, med vilken han hade två barn.